# Cerkiew Niepokalanego Poczęcia Najświętszej Maryi Panny w Borchowie
Cerkiew Niepokalanego Poczęcia Najświętszej Maryi Panny w Borchowie – drewniana parafialna cerkiew greckokatolicka, znajdująca się w Borchowie w powiecie lubaczowskim. Obecnie rzymskokatolicki kościół filialny należący do parafii w Oleszycach.

## Historia
Cerkiew zbudowana została w 1770, i odnowiona w 1930. Do 1930 należała do parafii greckokatolickiej w Oleszycach, później była niezależną parafią.
Na przełomie XIX i XX wieku w cerkwi podwyższono babiniec i umieszczono w nim chór śpiewaczy. W 1924 do babińca dostawiono ganek. Po II wojnie światowej, do końca lat 60. XX wieku obiekt nie był użytkowany. Od 1971 pełni funkcję rzymskokatolickiej kaplicy filialnej w parafii w Oleszycach. W latach 80. i 90. XX wieku świątynię gruntownie remontowano.
Świątynia reprezentuje tradycyjny układ przestrzenny z późniejszymi modyfikacjami planu i bryły.
Cerkiew wpisano na listę zabytków w 1993 i włączono do podkarpackiego Szlaku Architektury Drewnianej.

## Galeria

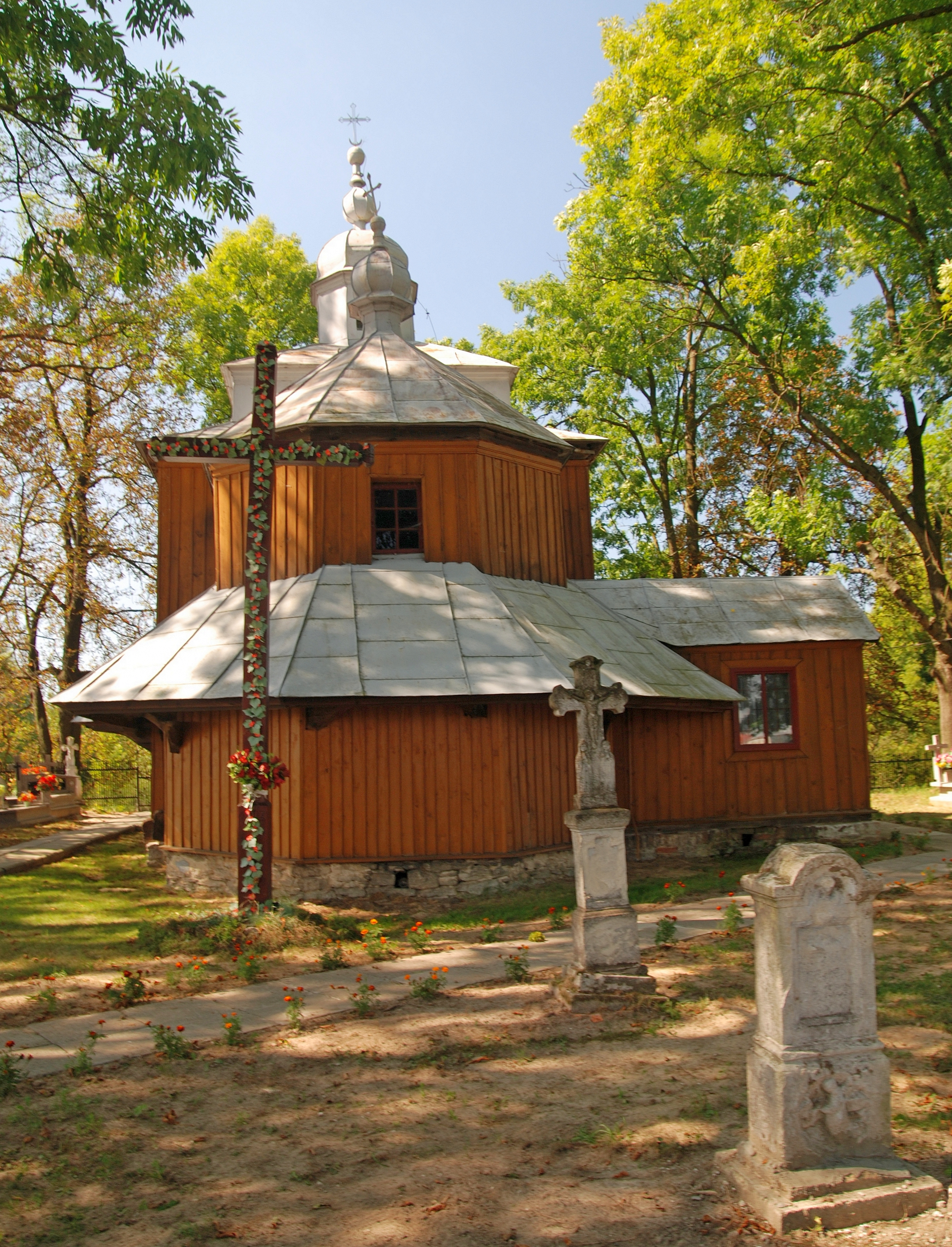
Elewacja wschodnia
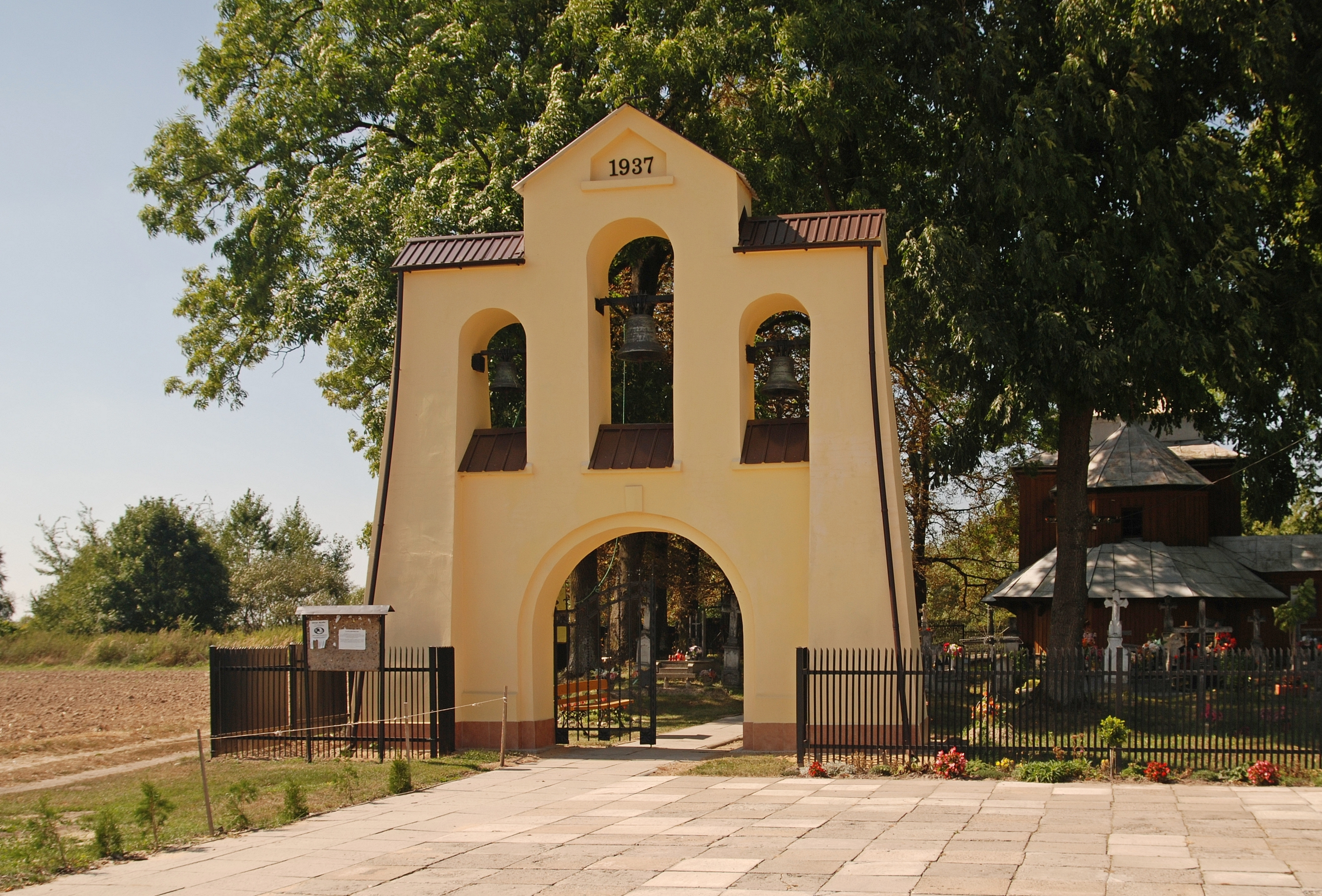
Dzwonnica
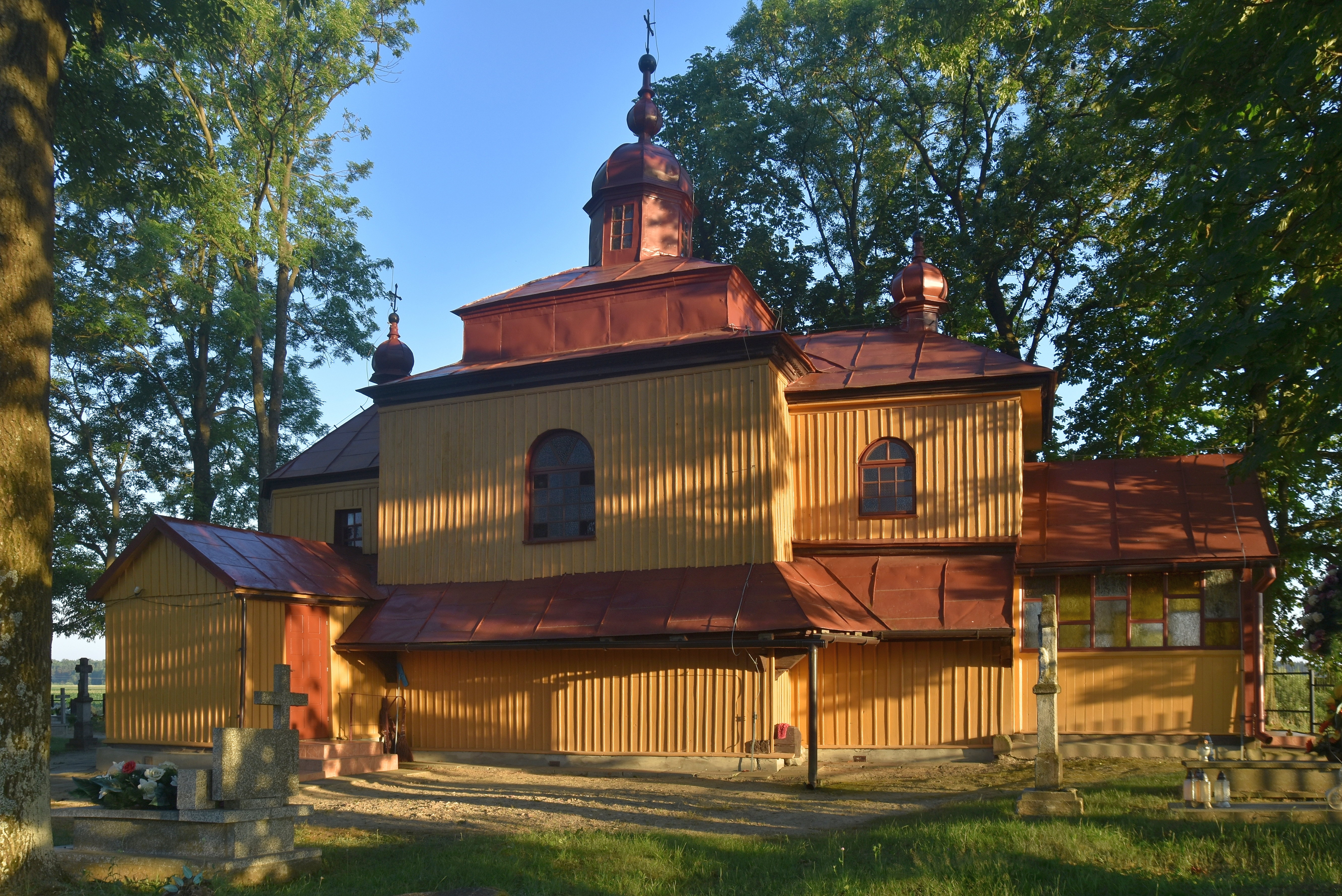
Elewacja boczna